# Marburgova roztroušená skleróza
Marburgova roztroušená skleróza, známá též jako maligní, akutní či fulminantní roztroušená skleróza (RS) je považována za jednu z velmi vzácných hraničních forem RS, což je soubor chorob, které někteří klasifikují jako formy RS a jiní jako samostatné nemoci. Mezi další nemoci v této skupině patří Neuromyelitis optica, Balóova koncentrická skleróza a Schilderova nemoc.
Je pojmenovaná po neurologovi Otto Marburgovi, který se narodil v moravském Rýmařově. Může být diagnostikována in vivo za pomoci magnetické rezonance.
Obvykle je smrtelná, ale bylo zjištěno, že reaguje na mitoxantron a alemtuzumab, a že rovněž reaguje na autologní transplantaci kostní dřeně. V roce 2008 bylo prokázáno, že projevuje heterogenní reakci na léky, obdobně jako RS.